# 楊忠 (北朝)
楊忠（507年—568年8月17日），魏恭帝时赐鲜卑姓為普六茹氏，小名奴奴。他本是北魏六鎮軍人，被封為十二大將軍，封隋國公，隋文帝楊堅之父。

## 生平
楊忠出身於北魏武川鎮，是寧遠將軍楊禎之子，美髭髯，身長七尺八寸，體格相當魁梧，長相瑰偉，武力絕倫，識量沉深，有將帥之略。曾隨北海王元颢、汝南王元悦、臨淮王元彧南逃萧梁，后随陈庆之北伐北魏被爾朱榮打败。爾朱度律把他編入獨孤信旗下。北魏在534年分裂為東魏、西魏時，楊忠隨獨孤信加入西魏陣營，因功升為車騎大將軍，獲當時丞相宇文泰重用，被賜鮮卑姓普六茹與小字揜于 (鮮卑語意：猛獸)。他曾经在收复东魏的荊州失败後在萧梁待了三年。
北周建立後，楊忠被任命為元帥，統轄楊纂、李穆、王傑、田弘、慕容延等十多員大將，由北路征伐北齊，攻陷了北齊二十多座重鎮。其後又与突厥汗国兵十萬會攻北齐晉陽，損傷大半。北周時楊忠被封為使持节、大将军、大都督、陈留郡公、十二大將軍之一，后晋封上柱国、隨國公。
北周天和三年（568年），楊忠生病回到北周都城長安。同年七月楊忠病死，時年六十二歲，諡曰桓，大象二年（580年）尊為隋桓公，開皇元年（581年）楊堅建隋朝後，再追尊為武元皇帝，庙号太祖。
皇考太祖武元皇帝神室歌辞：“深仁冥著，至道潜敷。皇矣太祖，耀名天衢。翦商隆祚，奄宅隋区。有命既集，诞开灵符。”

## 特徵
楊忠為人勇猛異常，且膂力過人，臨陣常身先士卒。宇文泰喜愛楊忠的勇猛與容貌，便將他留在身邊。楊忠曾跟隨宇文泰到龍門打獵，獨自抵擋一頭猛獸，左手緊抱獸腰，右手拔出獸舌。宇文泰很讚賞楊忠的武勇。當時鮮卑人把猛獸稱作“揜于”，因此宇文泰把“揜于”作為楊忠的表字。西魏大統四年（538年）河橋之戰時，楊忠僅率五位勇士力守橋樑以殿後，敵人大軍終不能前進。

## 其他
据《周书·杨忠传》记载，杨忠早年对西魏政权赤胆忠心，入北周后对宇文泰也是丹诚辅弼，期间虽对晋国公宇文护隐有不满，可对宇文皇权无疑是肱股之臣。至于后来杨隋代周，皆是因为周宣帝的荒淫无道和对杨坚的步步死逼。中国国家博物馆馆员吕伟涛认为，根据戚徽之大业年间墓志泄露了不同的消息：“初，太祖武元皇帝，晦迹屈己，俟时藏用。蕴兴王之志，韬拨乱之心。”吕伟涛认为杨忠对宇文氏早有异心，并非如史书所述的那么无辜。戚徽之大业年间墓志又说道：“文皇帝诞生之夜，瑞气神光，唯以告公。彷无知者，寻补恣议带长史。”古时帝王降世多有瑞象，至于是否确有其事，后人不必深究。但杨忠却不避忌讳，将儿子杨坚出生时的异象宣于亲随普六如徽之，明显是居心叵测。而杨坚又“五千养士，早蓄嘉谟。九二在田，方见君德。公备申匡益，私荐腹心。帝嘉其款诚，特降殊礼”。不难看出，普六如徽之与杨忠、杨坚父子关系密切，其在杨隋代周的过程中一定出力不小。

## 家庭

### 妻妾
- 呂苦桃，生杨坚、杨整、杨瓒，追谥元明皇后
- 李氏，生杨爽

### 子女
- 成安公主，嫁隋朝上柱国、左武卫大将军、陈懿公窦荣定
- 隋文帝楊堅
- 楊整，北周车骑大将军、陈留郡公，隋朝追尊蔡景王
- 楊瓚，隋朝上柱国、滕穆王
- 楊嵩，北周兴城公，隋朝追尊道宣王
- 楊爽，隋朝上柱国、纳言、衛昭王
- 昌乐公主，嫁隋朝大将军、洪州总管、南陈安公豆卢通
- 杨氏，嫁隋朝上大将军、宁州刺史、绛郡公李礼成

## 學術研究
根據《周書》《隋書》记载，楊忠家族出身弘農楊氏，但這個說法在現代研究中難以肯定。
陳寅恪不认同杨坚家族出身于武川。根據楊忠之妻呂苦桃出身山东寒族，以當時世族通婚慣例來看，楊忠家族可能出身于寒門山东杨氏。
學者王桐齡推論楊堅家族可能有鮮卑血統，或是純粹的鮮卑人，偽託为弘農楊氏出身。森安孝夫引用學者推論，以楊忠身高达2米，外貌輪廓分明，可能有高加索人種血統。
中華人民共和國學者蒙曼則認為杨坚的族属是漢族。

## 影视形象
| 劇名                       | 演員   |
| 《独孤天下》(2018年電視劇) | 卢庆辉 |
| 《独孤皇后》(2019年電視劇) | 张磊   |

## 延伸阅读
[在维基数据编辑]
 《周書·卷19》，出自令狐德棻《周書》